# Uta Fluctus
L'Uta Fluctus è una struttura geologica della superficie di Io.